# Раддик, Сара
Сара Раддик (англ. Sara Ruddick, урождённая Сара Элизабет Луп (англ. Sara Elizabeth Loop), 17 февраля 1935 — 20 марта 2011) — феминистская философ и автор книги «Материнское мышление: к политике мира».

## Образование и карьера
Раддик получила степень бакалавра в колледже Вассар в 1957 году и степень доктора философии в Гарвардском университете в 1964 году. В течение сорока лет она преподавала философию и женские исследования в Новой школе социальных исследований. В 2002 году Общество женщин-философов наградило её премией «Выдающаяся женщина-философ года». В 2012 году на заседании Американской философской ассоциации в Сан-Диего состоялась дискуссия, посвящённая её работе. Она участвовала в проекте устной истории «Феминистские философы: своими словами» (Feminist Philosophers: In Their Own Words), в рамках которого были взяты интервью у видных феминистских философов, участвовавших в женском движении в 1960-х и 1970-х годах. 

## Исследования и публикации
Раддик наиболее известна своим анализом практик мышления, которые возникают в процессе ухода за детьми. Она утверждала, что материнство — это сознательная деятельность, которая требует выбора, ежедневных решений и постоянного, внимательного размышления. Лиза Барайцер так описывает её вклад: «Наряду с Адриенной Рич Раддик была, вероятно, самым важным философским мыслителем, затрагивавшим проблему материнства со времён второй волны феминизма, и в том же духе, что и Грейс Пейли, расширила свой анализ материнства в условиях патриархата до развития ценностей, необходимых для противостояния милитаризму и войне». 